# 사쿠라지마선
사쿠라지마선(일본어: 桜島線, さくらじません)은 서일본 여객철도의 철도 노선 가운데 하나이다. 일본 오사카부 오사카시 고노하나구에 있는 니시쿠조역과 사쿠라지마역을 잇는다.
기점 니시쿠조 역에서 오사카 순환선과 연계된다. 노선색은 빨간색 계통 (■)이다. 애칭은 JR 유메사키 선(일본어: JRゆめ咲線, ジェイアールゆめさきせん)으로, 2001년 3월 1일 유니버설시티역이 개업할 때 공모를 통해 지어졌다. 전 구간이 JR이 공통으로 정한 "여객 영업 규칙"에 따라 대도시 근교 구간 중 "오사카 근교 구간"으로 분류되며, 전철 특정구간에 포함되어 있다. 따라서 긴키권 이코카 및 제휴 교통카드의 사용이 가능하다.
한편, 사쿠라지마 선은 JR 소속 여객 노선들 중 1996년 7월 18일에 개업한 전장 1.4 km의 미야자키쿠코 선 다음으로 길이가 짧은 철도이다.

## 운행

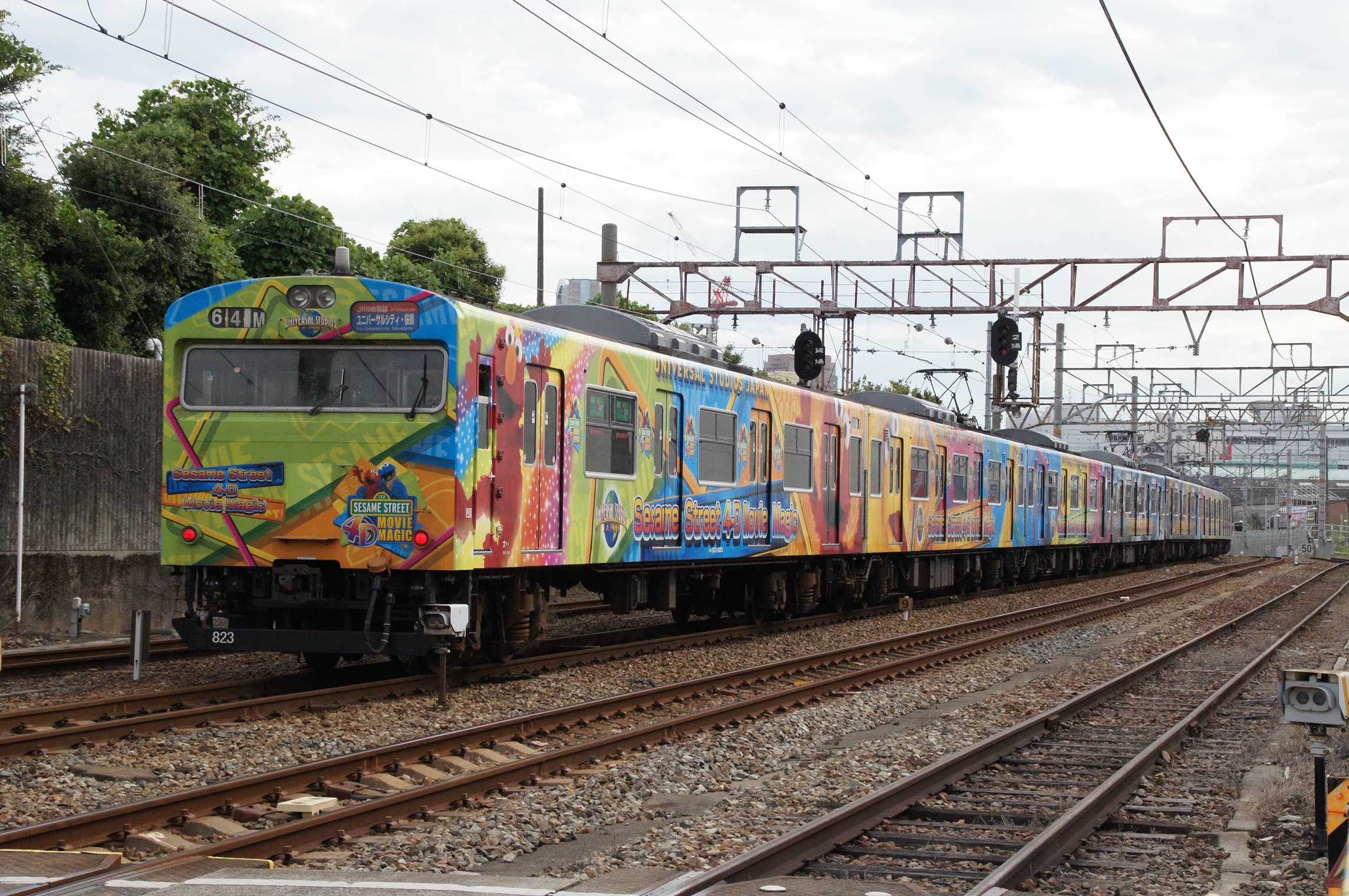
"세서미 스트리트 호"에 "파워 오브 할리우드 호"의 중간 객차 2량을 끼워넣은, 8량 편성의 래핑 차량.

정기 여객 열차는 사쿠라지마 선의 두 종점을 오가는 "셔틀 열차"와 오사카 순환선과 직결 운행하는 열차로 나뉜다. 아침과 저녁 시간대에는 셔틀 열차와 덴노지 역·모리노미야 역 ~ 교바시 역 ~ 오사카 역 ~ 사쿠라지마 역 구간을 오가는 직통 열차가 운행되며, 낮 시간대에는 덴노지 역 ~ 교바시 역 ~ 오사카 역 ~ 사쿠라지마 역 구간을 오가는 직통 열차가 시간당 4편 설정되어 있다. 셔틀 열차는 니시쿠조 역의 가운데 단선 승강장에 정차하여 대기하기 때문에, 오사카 순환선의 모든 방향에서 오는 열차들과 평면 환승이 이루어진다.
기본적으로 셔틀 열차는 유니버설 스튜디오 재팬을 광고하는 6량 편성의 래핑 (Wrapping) 차량이 투입되며, 오사카 순환선과 직결 운행하는 차량은 8량 편성으로 투입되지만, 반대로 셔틀 열차가 8량으로 운행되고, 6량 래핑 차량이 직통 열차에 투입되는 경우도 있다. 또한 유니버설 스튜디오 재팬의 성수기 때에도 8량 셔틀 열차가 투입된다.
2011년 4월 18일부터 서일본 여객철도는 매일 첫차부터 막차까지 모든 편성의 4호차에 여성 전용차량을 운영하고 있다.

### 임시 열차
유니버설 스튜디오 재팬이 문을 닫는 시간이 오후 8시 이후로 늦춰지는 성수기에는 임시 열차가 편성되는데, 호쿠리쿠 본선 도야마 방면에서 유니버설시티 역까지 운행하는 유니버설 익스프레스가 임시로 운행된다. 유니버설 익스프레스는 유니버설시티 역에서 시종착하지만, 역 구조의 문제로 사쿠라지마 역에서 방향을 전환한다. 상행으로 유니버설시티 역에 도착한 후, 하행 시간표대로 운행하기까지의 자투리 시간이 길지만 사쿠라지마 선에는 주박을 위한 공간이 없기 때문에, 차량기지로 입고했다가 다시 오기 위해 사쿠라지마 선을 두번 왕복하게 된다.
유니버설 스튜디오 재팬에서는 매년 새해 맞이 행사가 열리기 때문에, 섣달 그믐날 밤부터 새해 첫날 새벽까지 열차가 계속 운행되기도 한다.

### 화물 열차
니시쿠조 역 ~ 아지카와구치 역 구간은 일본화물철도가 제2종 철도 사업자 자격으로 노선을 사용하기 때문에, 화물 열차가 운행되고 있다. 평일에는 왕복 3.5편, 토요일·휴일에는 왕복 1편의 정기 화물 열차가 운행되고 있다. 모든 화물 열차가 우메다 화물선과 직결 운행하며, 스이타 신호장을 경유한다.

## 차량
사쿠라지마 선에 투입되는 모든 차량은 스이타 종합 차량소 모리노미야 지소에 소속 되었다.
- 323계

과거에 운행 되었던 열차
- 103계
- 201계

## 역사
원래 사쿠라지마 선은 니시나리 철도선의 일부였다. 그 후 니시나리 철도선은 국유화되었으며, 1961년 오사카 순환선의 전 구간이 개통되었을 때 별도의 노선으로 분리되었다. 1987년 4월 1일 민영화에 따라 서일본 여객철도의 소속이 되었으며, 2003년 11월 1일부터 이코카의 사용이 가능해졌다.

## 역 목록
| 니시쿠조      | 西九条             | ■ 오사카 순환선 ■ 한신 전기 철도 니시오사카 선 | -   | 0.0 | 오사카부 오사카시 고노하나구 |
| 아지카와구치  | 安治川口           |                                                | 2.4 | 2.4 | 오사카부 오사카시 고노하나구 |
| 유니버설 시티 | ユニバーサルシティ |                                                | 0.8 | 3.2 | 오사카부 오사카시 고노하나구 |
| 사쿠라지마    | 桜島               |                                                | 0.9 | 4.1 | 오사카부 오사카시 고노하나구 |